# Sucre (Zulia)
Sucre is een gemeente in de Venezolaanse staat Zulia. De gemeente telt 67.500 inwoners. De hoofdplaats is Bobures.